# Passo d'Areia (Porto Alegre)
Passo d'Areia é um bairro da zona norte da cidade brasileira de Porto Alegre, capital do estado  do Rio Grande do Sul. Foi criado pela Lei 2022 de 7 de dezembro de 1959 e alterado pela Lei 12.112/16.

## Histórico[1]

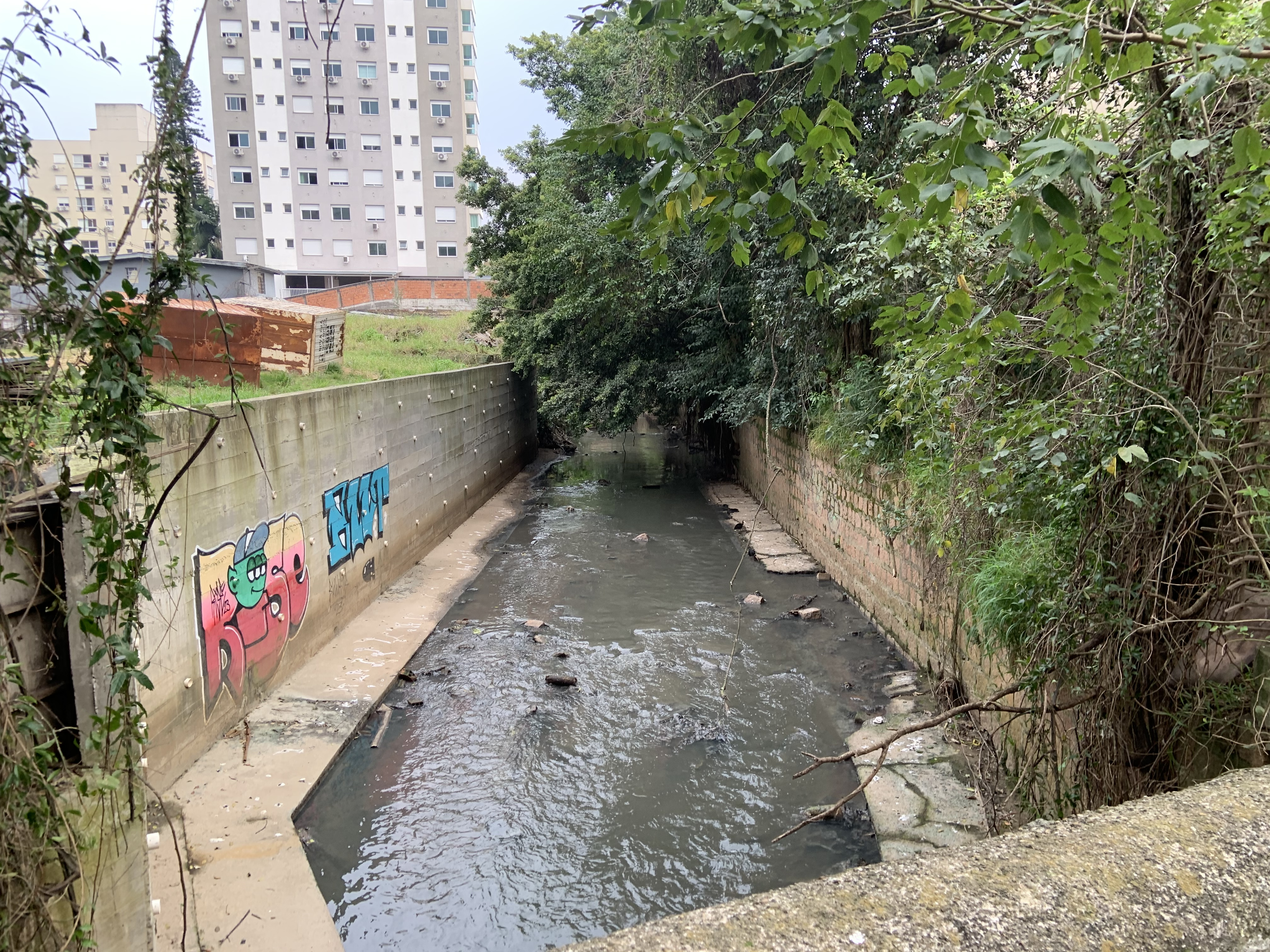
Trecho do arroio da Areia no bairro Passo d'Areia, na rua Andaraí.

O bairro é nomeado a partir do Arroio da Areia, cuja bacia hidrográfica se estende por vários bairros da cidade e que foi canalizado e enterrado em diversos trechos por conta da rápida urbanização da zona norte da cidade.
Antes da década de 1940, havia poucos moradores no bairro Passo d'Areia, e as casas destes se concentravam ao longo da Estrada do Passo d'Areia, atualmente parte da Avenida Assis Brasil. Ainda existem algumas casas de madeira desse período do século XX no bairro.
A partir de 1941, o povoamento do Passo d'Areia se tornou mais efetivo, com a urbanização e a industrialização da zona norte da cidade. Aliás, a grande enchente daquele ano teria também impulsionado a ocupação da região do bairro, distante da orla do Guaíba.
Em 1995, o Hospital Lazzarotto, tradicional hospital da área cardiológica, fechou as portas no bairro.
Hoje, apesar de ser um bairro nobre na cidade, o Passo d'Areia abrange uma população de classe média alta e média, abrigando também algumas comunidades, como a Vila Cosme Galvão (na Rua Luiz Cosme). É um bairro residencial com bastante comércio. 

## Vila dos Industriários
Em 1946, deu-se início na área hoje compreendida pelo bairro Passo d'Areia à construção da Vila dos Industriários, mais conhecida como Vila do IAPI, cujo projeto era moderno e inovador para os padrões da época. Ocupando uma área de 67 hectares, o conjunto residencial serviu para prover moradias aos operários e suas famílias.

## Características atuais
Bairro cortado pela Avenida Assis Brasil, que constitui importante eixo de ligação do Centro com a zona norte de Porto Alegre e com os municípios de Alvorada, Cachoerinha e Gravataí, o Passo d'Areia é um bairro misto, de residências e comércio.

### Pontos de referência
Áreas verdes
- Largo Elis Regina[3][4]
- Parque Alim Pedro¹
- Praça Antônio Amábile
- Praça Chopin¹
- Praça David Rosemblit
- Praça Frank Long
- Praça Gastão dos Santos
- Praça General Darcy Vignoli
- Praça Irani Bertelli
- Praça José Maurício¹
- Praça Paulo Hohlfeldt Filho
- Praça Ucraniana

Educação
- Colégio Estadual Dom João Becker¹

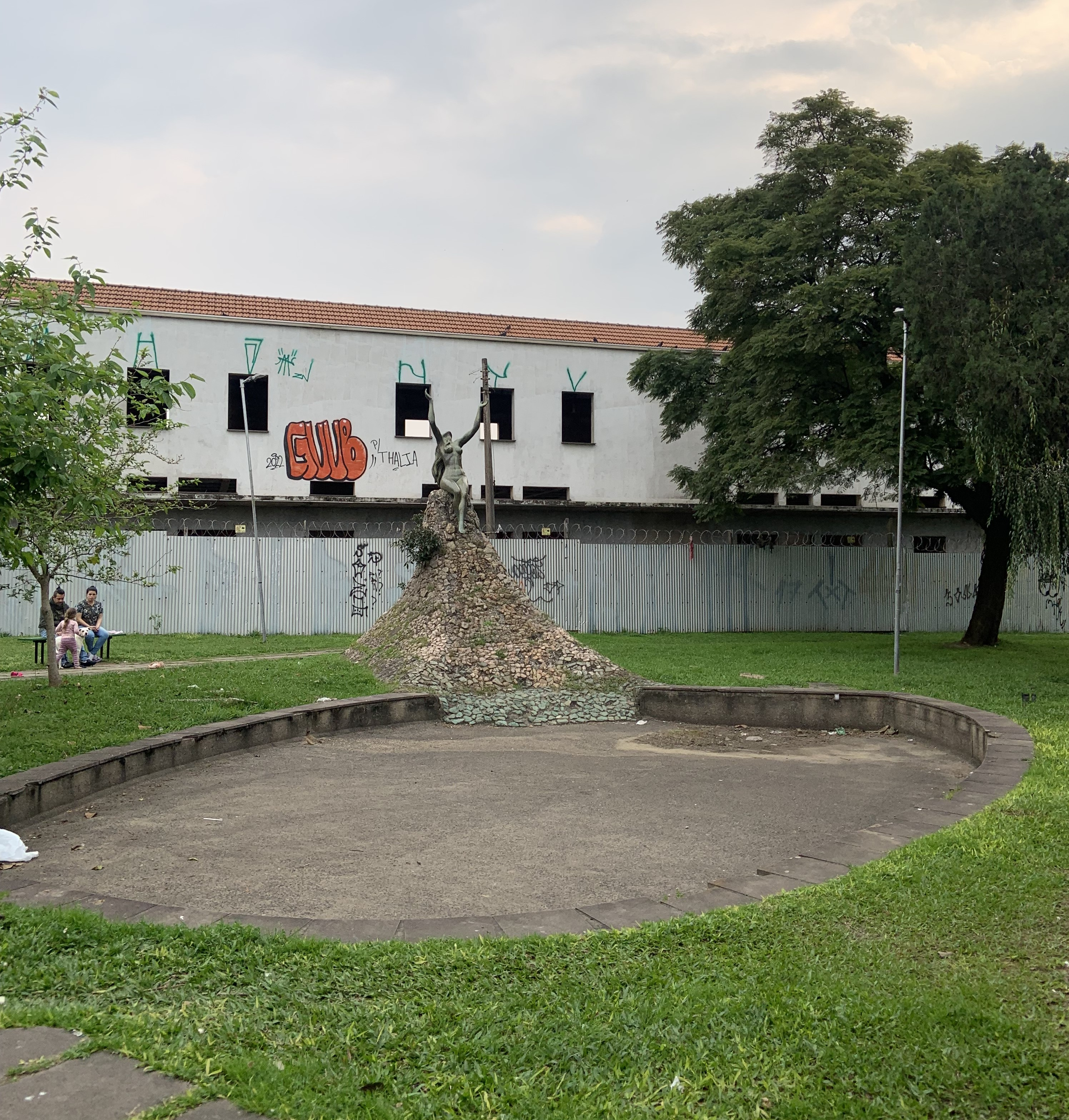
O Largo Obirici e sua escultura, ao lado do Viaduto Obirici.

- Escola Estadual de Educação Básica Dolores Alcaraz Caldas
- Escola Estadual de Ensino Fundamental Padre Theodoro Amstad¹
- Escola Técnica Cristo Redentor¹
- Colégio Vicente Pallotti[5]
- Escola Estadual de Ensino Fundamental Gonçalves Dias

Outros
- Arquivo Central da Prefeitura Municipal¹
- Biblioteca Romano Reif¹
- Centro de Reabilitação de Porto Alegre¹
- 9.ª Delegacia de Polícia Civil de Porto Alegre
- Igreja Vicente Palotti
- Paróquia Nossa Senhora de Fátima¹
- Posto de Saúde do INSS¹
- Viaduto Obirici

:Nota: 1. Pontos localizados na área denominada Vila do IAPI.

## Limites atuais
Ponto inicial e final: encontro da Avenida Assis Brasil com a Rua Antônio Joaquim Mesquita; desse ponto segue pela Rua Antônio Joaquim Mesquita até a Rua Affonso Celso Pupe da Silveira, por essa até a Rua Doutor Ary Ramos de Lima, por essa até a Rua Cipó, por essa até a Avenida João Wallig, por essa até o limite norte da propriedade do Country Club, ponto de coordenadas E: 284.178; N: 1.677.697, seguindo por esse limite até a Rua Líbero Badaró, ponto de coordenadas E: 283.486; N: 1.677.465, por essa até Rua Atanásio Belmonte, por essa até a Avenida Plínio Brasil Milano, por essa até a Rua Marechal José Inácio da Silva, por essa até a Rua Marechal Simeão, por essa até a Rua Doutor Eduardo Chartier, por essa até a Rua Américo Vespúcio, por essa até a Rua Coronel Feijó, por essa até a Avenida Assis Brasil, por essa até a Rua Visconde de Pelotas, por essa até a Avenida Carneiro da Fontoura, por essa até a Avenida Assis Brasil, por essa até a Rua Antônio Joaquim Mesquita, ponto inicial.
Seus bairros vizinhos são: Higienópolis, Boa Vista, Chácara das Pedras, Vila Ipiranga, Cristo Redentor, Santa Maria Goretti, Jardim São Pedro e Jardim Europa. 

## Lei dos limites de bairros- proposta 2015-2016
No fim do ano de 2015, as propostas com as emendas foram aprovadas pela câmara de vereadores de Porto Alegre. Em relação aos limites atuais, há algumas alterações. A alteração mais importante foi que o Shopping Iguatemi e o Bourbon Country foi anexado ao novo bairro Jardim Europa.
 O restante dos limites atuais foram mantidos.